# 米泉县
米泉县，中华民国时设置的县，在今新疆维吾尔自治区乌鲁木齐市境内。
本为迪化县地，杨增新以其子杨乾德为名，围田置乾德城。民國十七年（1928年）7月，撤销乾德县佐，正式设置乾德县，县治在迪化道乾德城。1933年，县治移至三道坝。1949年，中国人民解放军进入新疆省。1950年3月，成立乾德县人民政府，隶属于迪化专区。1953年，治所移至古牧地街。1954年，更名米泉县。1996年12月30日，撤销米泉县，设立米泉市。